# 武装警察第128師団
武装警察第128師団（武警第128师）は、中国人民武装警察部隊の師団の1つ。

## 歴史
東北民主連軍第7師第20旅と第19旅の一部から編成された第6縦隊第17師を前身とする。
- 1948年1月 - 東北人民解放軍第6縦隊第17師に改称
- 1948年11月 - 第43軍第128師に改称。師長龍書金、政治委員徐斌州
- 1985年 - 第20集団軍に配属
- 1996年 - 武警第128師に改編

## 編制
- 第382連隊（8681部隊） - 河南省
- 第383連隊（8682部隊） - 河南省
- 第384連隊（8683部隊） - 洛陽孟津
- 第708連隊（8684部隊） - 河南省